# زردپره ابروزرد
زردپره ابروزرد (نام علمی: Emberiza chrysophrys) نام یک گونه از سرده زردپره‌های معمولی است.